# Витценхаузен
Витценхаузен (нем. Witzenhausen) — город в Германии, районный центр, университетский город, расположен в земле Гессен. Подчинён административному округу Кассель. Входит в состав района Верра-Майснер. Население составляет 15 097 человек (на 31 декабря 2023 года). Занимает площадь 126,69 км². Официальный код — 06 6 36 016.

## Достопримечательности
- Берлепш — старинный каменный замок.